# Gosławice (gromada w powiecie radomszczańskim)
Gosławice – dawna gromada, czyli najmniejsza jednostka podziału terytorialnego Polskiej Rzeczypospolitej Ludowej w latach 1954–1972.
Gromady, z gromadzkimi radami narodowymi (GRN) jako organami władzy najniższego stopnia na wsi, funkcjonowały od reformy reorganizującej administrację wiejską przeprowadzonej jesienią 1954 do momentu ich zniesienia z dniem 1 stycznia 1973, tym samym wypierając organizację gminną w latach 1954–1972.
Gromadę Gosławice siedzibą GRN w Gosławicach utworzono – jako jedną z 8759 gromad na obszarze Polski – w powiecie radomszczańskim w woj. łódzkim, na mocy uchwały nr 36/54 WRN w Łodzi z dnia 4 października 1954. W skład jednostki weszły obszary dotychczasowych gromad Gosławice, Kuźnica, Wąglin, Piaszczyce i Widawka (z wyłączeniem wsi Wólka Pytowska) ze zniesionej gminy Gosławice oraz przysiółki Haba, Brzezinki i Kopaniny z dotychczasowej gromady Klizin ze zniesionej gminy Przerąb w tymże powiecie. Dla gromady ustalono 13 członków gromadzkiej rady narodowej.
31 grudnia 1961 do gromady Gosławice przyłączono wieś Florentynów i wieś Konradów ze znoszonej gromady Kietlin.